# Casnell Island

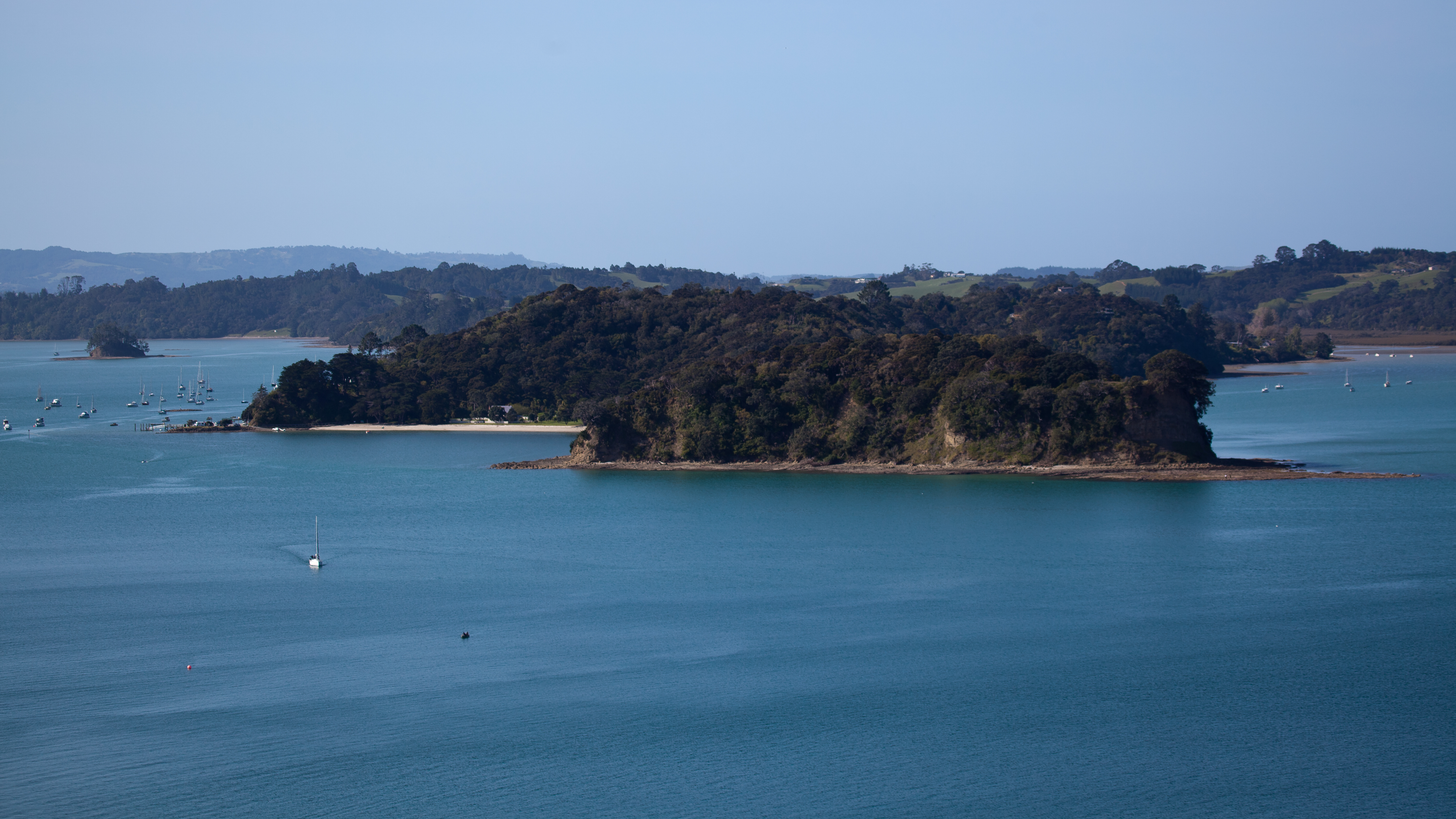
Casnell Island (2010)

Casnell Island ist eine kleine Insel im Mahurangi Harbour im Norden von Neuseeland.

## Geographie
Die Insel befindet sich südlich der Landzunge von Mahurangi, die den Te Kapa River vom Mahurangi Harbour trennt. Zur Landzunge trennt die rund 5,4 Hektar große Insel 123 m flaches Wasser. Die Insel, die eine Dreiecksform besitzt und eine Höhe von etwas über 40 m aufweist, ist 386 m lang und misst an ihrer breitesten Stelle rund 230 m.

## Flora und Fauna
Die Insel ist gänzlich bewaldet.